# Anti-Konflikt-Team

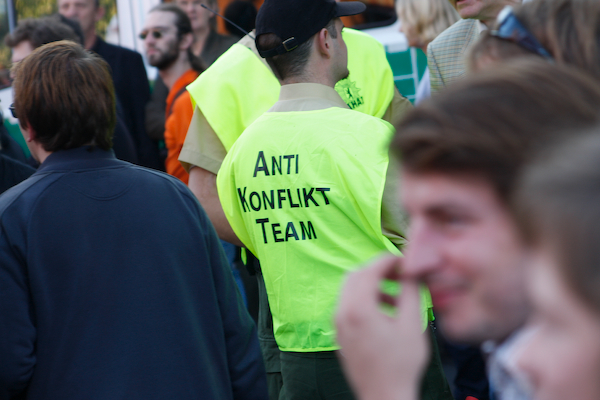
Polizisten des Anti-Konflikt-Teams auf einer Demonstration

Anti-Konflikt-Teams (AKT) sind Gruppen von Beamten der Polizei, die bei größeren öffentlichen Veranstaltungen wie etwa Demonstrationen, Straßenfesten oder Fußballspielen zum Einsatz kommen. Ihre Aufgabe ist es, das Gespräch mit Teilnehmern, Anwohnern, Zuschauern und Medienvertretern zu suchen, um Konflikten vorzubeugen und sie zu deeskalieren. Insbesondere Veranstaltungen, in deren Umfeld Ausschreitungen befürchtet werden, sind ein typisches Einsatzfeld der Anti-Konflikt-Teams.

Neue AKT-Weste 2008

Anti-Konflikt-Teams wurden zuerst 1999 anlässlich der alljährlichen Maikrawalle in Berlin gegründet, mit dem Ziel „Gewaltrituale zu durchbrechen“. In den Teams arbeiteten 2008 etwa 220 Berliner Polizeibeamte aus unterschiedlichen Dienstbereichen, von der Kriminalpolizei bis zum normalen Streifendienst. Sie haben sich durchweg freiwillig gemeldet und werden in speziellen Seminaren auf ihre Aufgabe vorbereitet. Die Beamten sind durch eine schwarze Basecaps und neongelbe Westen mit der Aufschrift „Anti-Konflikt-Team“ deutlich gekennzeichnet. Unter der Weste tragen sie die herkömmliche Uniform der Schutzpolizei, jedoch keine Schutzausrüstung.

Nachdem sich ihre Arbeit am 1. Mai bewährt hatte, wurde der Einsatzbereich der Teams auf andere Veranstaltungen mit Konfliktpotential ausgeweitet und später zum Teil des Aha-Konzeptes der Berliner Polizei.

Seit 2008 tragen die AKT-Mitarbeiter neue, leicht modifizierte Erkennungswesten: Vorne und hinten sind Reflektorstreifen eingearbeitet, zudem wurde die Weste funktionaler gestaltet und es gibt ein Klarsichtfach für den Dienstausweis.
Auf der rechten Brustseite ist das neue Motto „Mit Worten bewegen“ aufgebracht.
Das Konzept wurde danach auch in anderen Bundesländern eingesetzt und etwa in Baden-Württemberg „bei jeder größeren Demonstration Standard“, darunter bei politischen Veranstaltungen wie dem Protest gegen Stuttgart 21, dem G20-Gipfel in Hamburg 2017 ebenso wie bei Hochrisikospielen im Fußballsport.

Anti-Konflikt-Teams der Berliner Polizei werden teils auch von anderen Bundesländern im Rahmen der Amtshilfe für besondere Einsatzlagen – wie Castor-Transporte oder den G8-Gipfel in Heiligendamm 2007 – angefordert.

In Hamburg vereinbarten 2009 CDU und GAL die Einführung von Anti-Konflikt-Teams im Koalitionsvertrag.